# Mugearita
La mugearita es una roca ígnea volcánica. En particular, se trata de una variedad de traquiandesita basáltica. Se define químicamente como aquellas traquiandesitas basálticas con el porcentaje de óxido de N2O igual o mayor a K2O más 2. Iniciamente definió la mugearita el geólogo inglés Alfred Harker en 1904.